# Zlonice
Městys Zlonice se nachází v okrese Kladno ve Středočeském kraji, asi sedm kilometrů severně od města Slaný, v nevýrazně zvlněné krajině Dolnooharské tabule s mělkými údolími při soutoku Zlonického a Dřínovského potoka. Žije zde přibližně 2 300 obyvatel.

## Historie

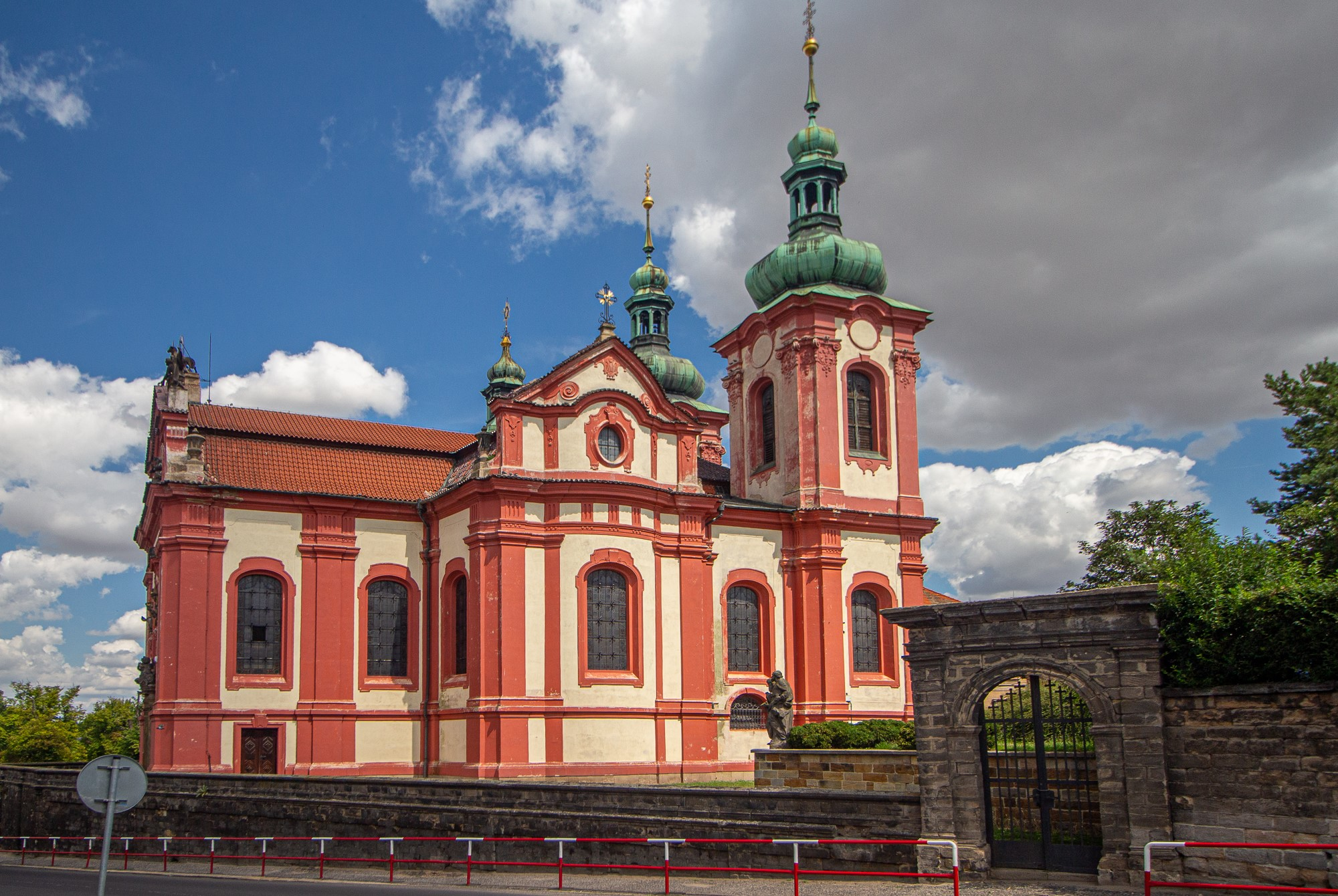
Kostel Nanebevzetí Panny Marie se slavnými zlonickými zvony

Zlonicko bylo osídleno již v době předhistorické, jak o tom svědčí pravěké nálezy z konce 19. století. První písemná zmínka o obci vzniklé při obchodní cestě pochází z roku 1318, kdy je zmíněn Čáslav ze Zlonic, k roku 1343 byla obec královským zbožím. Jinak ovšem mnoho zpráv o středověkých dějinách nemáme. Vedle kostela Panny Marie stála na vyvýšenině nad obcí tvrz snad v místech dnešního zámku, kde sídlila místní vrchnost. První zmínka o tvrzi pochází ovšem až z roku 1576.

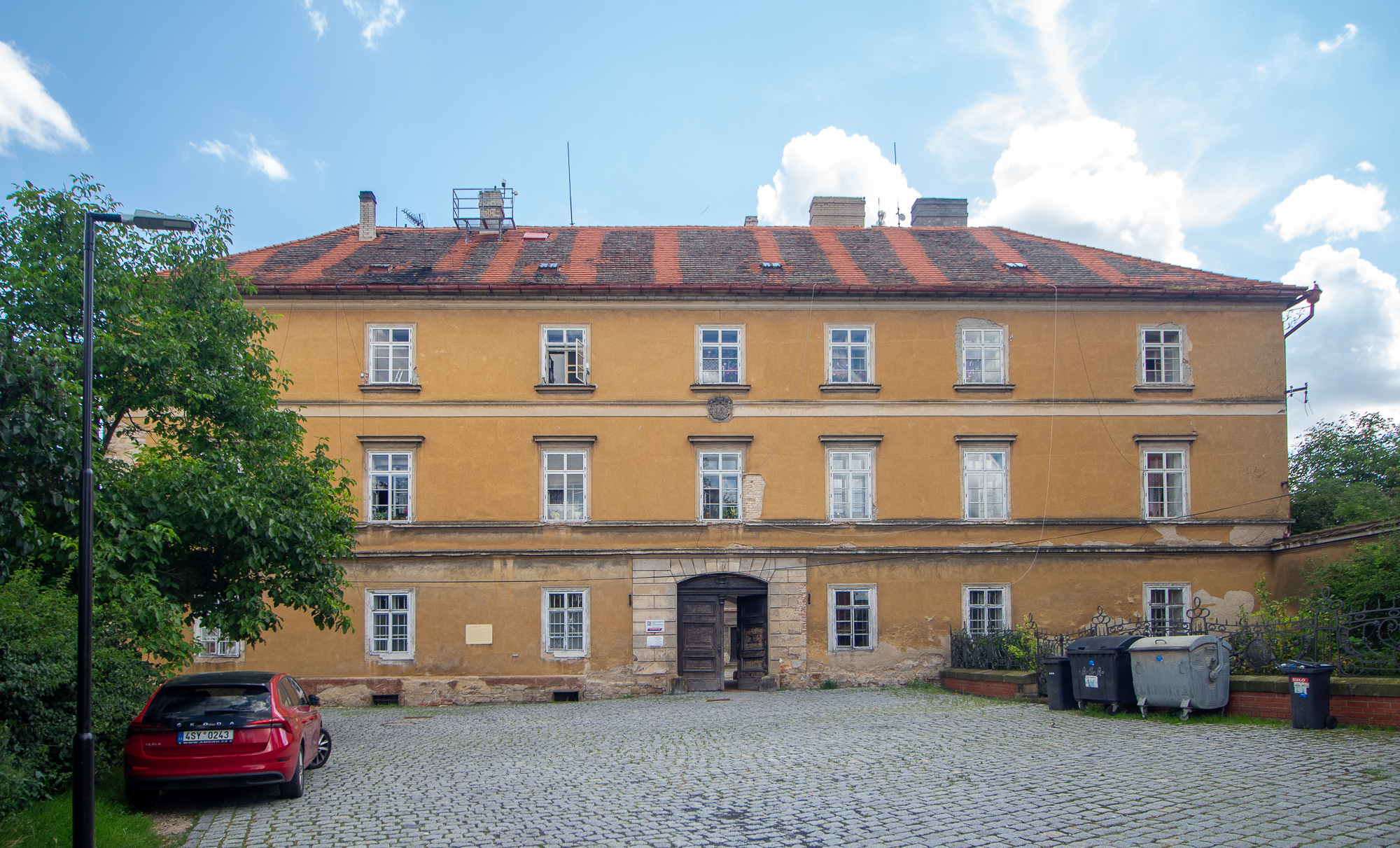
Zlonický zámek

Kolem roku 1564 se Anna z Kuřího provdala za Václava Valkouna z Adlaru, který tak získal Zlonice věnem. Jeho rod je potom držel až do roku 1708. Za jejich držení je postaven renesanční zámek, který se dodnes nachází v centru obce v podobě po klasicistní přestavbě v 19. století. Znak Valkounů z Adlaru nese jeden z portálů zámku s letopočtem 1602, zachoval se také soubor portrétů několika členů rodu z průběhu celého 17. století. V samotném závěru jejich éry jsou Zlonice roku 1705 povýšeny na městečko a roku 1707 je postavena budova radnice. Po krátké držbě panství rodem Libštejnských z Kolovrat získávají na dlouhou dobu zlonické panství Kinští z Vchynic a Tetova, kteří významným způsobem ovlivňovali duchovní i hospodářský rozvoj obce i kraje až do 20. století.
Mezi nejvýznamnější projekt doby barokní, který významně ovlivnil podobu Zlonic i jejich okolí, patří vrcholně barokní novostavba kostela Nanebevzetí Panny Marie, který nahradil starší středověký chrám. Je spojena s osobou knížete Filipa Josefa Kinského a zlonického děkana Jana Adama Svobody (1682–1761). Roku 1723 je ve Zlonicích doložena první návštěva architekta Františka Maxmiliána Kaňky, který prokazatelně vypracoval plány novostavby. Ta byla zahájena až roku 1727 pod vedením stavitele Ferdinanda Hübnera a trvala až do roku 1744, kdy byly dokončeny věže. Kostel je jednolodní architekturou křížové dispozice se dvěma věžemi po stranách kněžiště. Děkan Jan Adam Svoboda inicioval také novostavbu farní budovy, která patří mezi nejvýstavnější vrcholně barokní obytné objekty českého venkova. Jejím autorem je významný architekt Kilián Ignác Dientzenhofer, který vytvořil plány nejspíše roku 1747. K samotné realizaci došlo až v letech 1750–1753. Ve Zlonicích se nalézají také další barokní objekty. Mezi ně patří např. budova špitálu (čp. 20), dnes Památník Antonína Dvořáka, postavený roku 1745, jak připomíná datace nad vstupním portálem nebo tzv. Dům panského zahradníka (čp. 91) navazující na bývalý areál zámeckého parku. Obraz pozdně barokního městečka, které Kinští ve Zlonicích během několika málo desetiletí 18. století vytvořili, doplňoval také barokní kamenný most se sochou svatého Jana Nepomuckého a křížem a několik dalších plastik. Zlonice byly také v duchu barokní kultivace krajiny propojeny s nedalekým areálem zámku v Budeničkách, sídlem vrchnosti, kaštanovou alejí, vybudovanou v letech 1758–1766, resp. 1769. Při této cestě se nachází také raně barokní poutní kostel svatého Isidora z let 1680–1682 a pilíř původně se sochou tohoto světce z roku 1673. V letech 1837–1840 zbudovali Kinští v areálu kostela svou rodinnou neoklasicistní hrobku, jejímž autorem je vídeňský architekt Heinrich Koch. 
Městečku se ovšem nevyhnuly ani pohromy, 13. září 1758 jej postihl požár, roku 1866 zanesla do obce krajem táhnoucí pruská vojska choleru.
V roce 1853 přichází do Zlonic mladý Antonín Dvořák, rodák z nedaleké Nelahozevsi. Od roku 1855 provozoval v obci jeho otec František tzv. Velkou hospodu (čp. 69) naproti panskému dvoru. Na svůj krátký pobyt ve Zlonicích, již v roce 1856 přesídlil do České Kamenice, která byla také panstvím Kinských, a svého učitele hudby Antonína Liehmanna, však Dvořák vzpomínal po zbytek života. Do Zlonic zajížděl také při svých studiích na varhanní škole v Praze a vzpomínkám na Zlonice a zdejší kostel věnoval také svou první symfonii dokončenou 24. března 1865 nazvanou příznačně „Zlonické zvony“.
V roce 1872 byla zprovozněna Pražsko-duchcovská dráha, která nově spojovala hnědouhelné doly v okolí Mostu s Prahou. Jedním z vlastníků společnosti provádějící stavbu byl i majitel zlonického panství Ferdinand Kinský. V roce 1882 byla k ní přistavěna odbočka do Kmetiněvsi a Hospozína (dnešní provoz viz níže). V letech 1895–1899 proběhla novobarokní úprava kostela Nanebevzetí Panny Marie podle návrhu Friedricha Ohmanna. Další etapu úprav vedl již v duchu počínající secese Josef Fanta (1903) a doplnila ji fresková výzdoba interiéru od Adolfa Liebschera (realizace 1909–1911). V letech 1922–1923 byla obec elektrifikována.
12. dubna 2007 byl obci vrácen status městyse.

### Územněsprávní začlenění
Dějiny územněsprávního začleňování zahrnují období od roku 1850 do současnosti. V chronologickém přehledu je uvedena územně administrativní příslušnost městyse v roce, kdy ke změně došlo:
- 1850 země česká, kraj Praha, politický i soudní okres Slaný[5]
- 1855 země česká, kraj Praha, soudní okres Slaný[5]
- 1868 země česká, politický i soudní okres Slaný[5]
- 1939 země česká, Oberlandrat Kladno, politický i soudní okres Slaný[6]
- 1942 země česká, Oberlandrat Praha, politický i soudní okres Slaný[7]
- 1945 země česká, správní i soudní okres Slaný[8]
- 1949 Pražský kraj, okres Slaný[9]
- 1960 Středočeský kraj, okres Kladno[10]

### Rok 1932
V městysi Zlonice (2530 obyvatel, poštovní úřad, telegrafní úřad, telefonní úřad, četnická stanice, katol. kostel, Obchodní grémium) byly v roce 1932 evidovány tyto živnosti a obchody (výběr): 2 lékaři, zvěrolékař, 2 autodopravci, biograf Bratrství, výroba cementového zboží, 2 cihelny, 3 cukráři, cukrovar, 3 čalouníci, 3 výroby čerpadel, drogerie, dřevoobrábění, fotoateliér, galanterie, hodinář, 9 hostinců, hotel Koruna, hřebenář, knihkupec, konsum Včela, košíkář, obchod s kuchyňským nářadím, továrna na kůže, lékárna, akademický malíř, mlýn, 2 modistky, 5 obchodů s módním zbožím, opravy motocyklů, pivovar, radiopotřeby, sladovna, sochař kamene, Občanská záložna, Živnostenská záložna, 2 stavitelé, studnař, velkostatek, vinárna, zubní ateliér, železářství.
Ve vsi Břešťany (303 obyvatel, samostatná ves se později stala součástí Zlonic) byly v roce 1932 evidovány tyto živnosti a obchody: družstvo pro rozvod elektrické energie v Břešťanech, holič, 2 hostince, kapelník, kolář, 3 rolníci, 2 obchody se smíšeným zbožím, trafika, zámečník.
V obci Lisovice (178 obyvatel, samostatná obec se později stala součástí Zlonic) byly v roce 1932 evidovány tyto živnosti a obchody: cihelna, 2 hostince, kovář, obchod se smíšeným zbožím, trafika, velkostatek.
Ve vsi Tmáň (275 obyvatel, samostatná ves se později stala součástí Zlonic) byly v roce 1932 evidovány tyto živnosti a obchody: hostinec, kovář, 5 rolníků, obchod se smíšeným zbožím, trafika, velkostatek.
Ve vsi Vyšínek (264 obyvatel, samostatná ves se později stala součástí Zlonic) byly v roce 1932 evidovány tyto živnosti a obchody: družstvo pro rozvod elektrické energie ve Vyšínku, hostinec, 2 rolníci, obchod se smíšeným zbožím, trafika.

## Obyvatelstvo
| 1869  | 1880  | 1890  | 1900  | 1910  | 1921  | 1930  | 1950  | 1961  | 1970  | 1991  | 2011  |
| ----- | ----- | ----- | ----- | ----- | ----- | ----- | ----- | ----- | ----- | ----- | ----- |
| 1 512 | 1 878 | 2 038 | 2 434 | 2 590 | 2 684 | 2 673 | 2 072 | 2 138 | 1 976 | 1 561 | 1 299 |

## Části městyse
- Zlonice
- Břešťany
- Lisovice
- Tmáň
- Vyšínek

Od 1. ledna 1980 do 31. prosince 1991 k městysu patřila i Stradonice.

## Doprava

### Dopravní síť
Městysem prochází silnice II/118 Kladno – Slaný – Zlonice – Mšené-Lázně – Budyně nad Ohří.
Městys Zlonice leží na křižovatce železniční tratě 110 Kralupy nad Vltavou–Louny a odbočující tratě 095 Zlonice–Vraňany. Odbočná železniční stanice Zlonice leží na jihozápadním okraji městyse. Železniční Trať 110 Kralupy nad Vltavou – Slaný – Zlonice – Louny je jednokolejná celostátní trať, doprava byla v úseku (Praha – Hostivice -) Podlešín – Louny zahájena v roce 1873. Železniční Trať 095 Zlonice – Straškov – Vraňany je jednokolejná regionální trať, doprava byla v úseku trati ze Zlonic do Kmetiněvsi zahájena roku 1882. Na území městyse kromě odbočné železniční stanice Zlonice leží i železniční zastávka Zlonice zastávka a železniční zastávka Tmáň.

### Veřejná doprava 2021
Po trati 110 jezdil pár spěšných vlaků z Prahy, v úseku ze Slaného směrem na Louny v pracovních dnech 11 párů osobních vlaků, o víkendu 8 párů osobních vlaků. Po trati 095 v úseku Straškov – Zlonice jezdily 2 páry osobních vlaků jen v pracovní dny.
Z městyse jezdily příměstské autobusové linky pouze v pracovních dnech září 2011 např. do těchto cílů: Klobuky, Slaný, Vraný (dopravce ČSAD Slaný). O víkendu byla obec bez autobusové dopravní obsluhy.

## Kultura

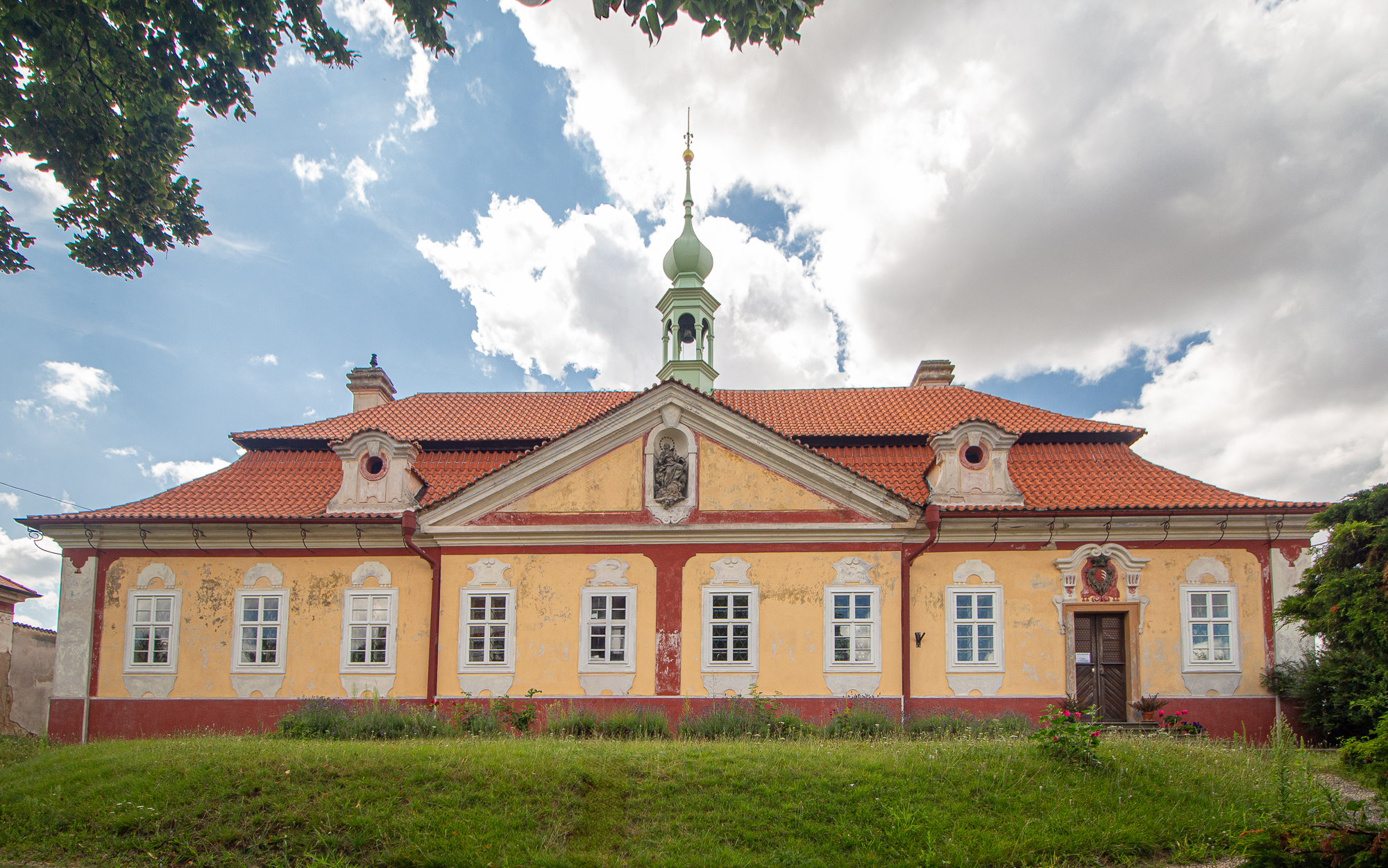
Bývalý špitál ve Zlonicích, dnes Památník Antonína Dvořáka

V roce 1954 byl péčí Vlastivědného kroužku Zlonicka v budově barokního špitálu (Zlonic čp. 20) zřízen Památník Antonína Dvořáka, pro jehož provoz byl objekt stavebně upraven. Nachází se v něm pamětní místnost Antonína Dvořáka, obsahující památky spojené se skladatelovou osobou darované mj. jeho potomky. V památníku se nachází také artefakty připomínající historii obce a okolí mj. nejstarší barokní veduta Zlonic. O pobytu Antonína Dvořáka ve Zlonicích pojednává první díl I. řady TV cyklu České televize Historické minipříběhy a kuriozity.
29. října 1848 byla otevřena veřejná knihovna a čítárna ve Zlonicích jako pobočka pražského spolku Slovanská lípa. V roce 1849 byl spolek rozpuštěn. V roce 1870 byla založena čtenářsko-divadelní beseda spolku Horoslav, knihovna měla asi 160 svazků knih. V roce 1905 obecní zastupitelstvo rozhodlo na žádost Vzdělávacího sboru ve Zlonicích o zapůjčení dvou místností v přízemí radnice pro knihovnu Palacký podporovanou místními spolky a korporacemi. Knihy půjčovali učitelé místní školy. Po první světové válce byla zvolena knihovní rada, což byl požadavek knihovního zákona přijatého v roce 1919. Postupně knihovnu navštěvovalo stále více čtenářů, výrazný nárůst čtenářů i výpůjček byl během druhé světové války. 110. výročí založení knihovny bylo vzpomenuto výstavkou, 130. výročí besedou se spisovatelem Františkem Nepilem. V roce 1992 se knihovna přestěhovala do pavilonu bývalé mateřské školy v Pippichově ulici a zde sídlí dosud. 150. výročí založení (1998) oslavila knihovna besedou se spisovatelem Jiřím Stránským. Od roku 1999 má knihovna pro své uživatele připojení k internetu, od roku 2003 automatizovaný výpůjční systém.
Železniční muzeum Zlonice je v Lisovicích, místní části městyse.

## Pamětihodnosti

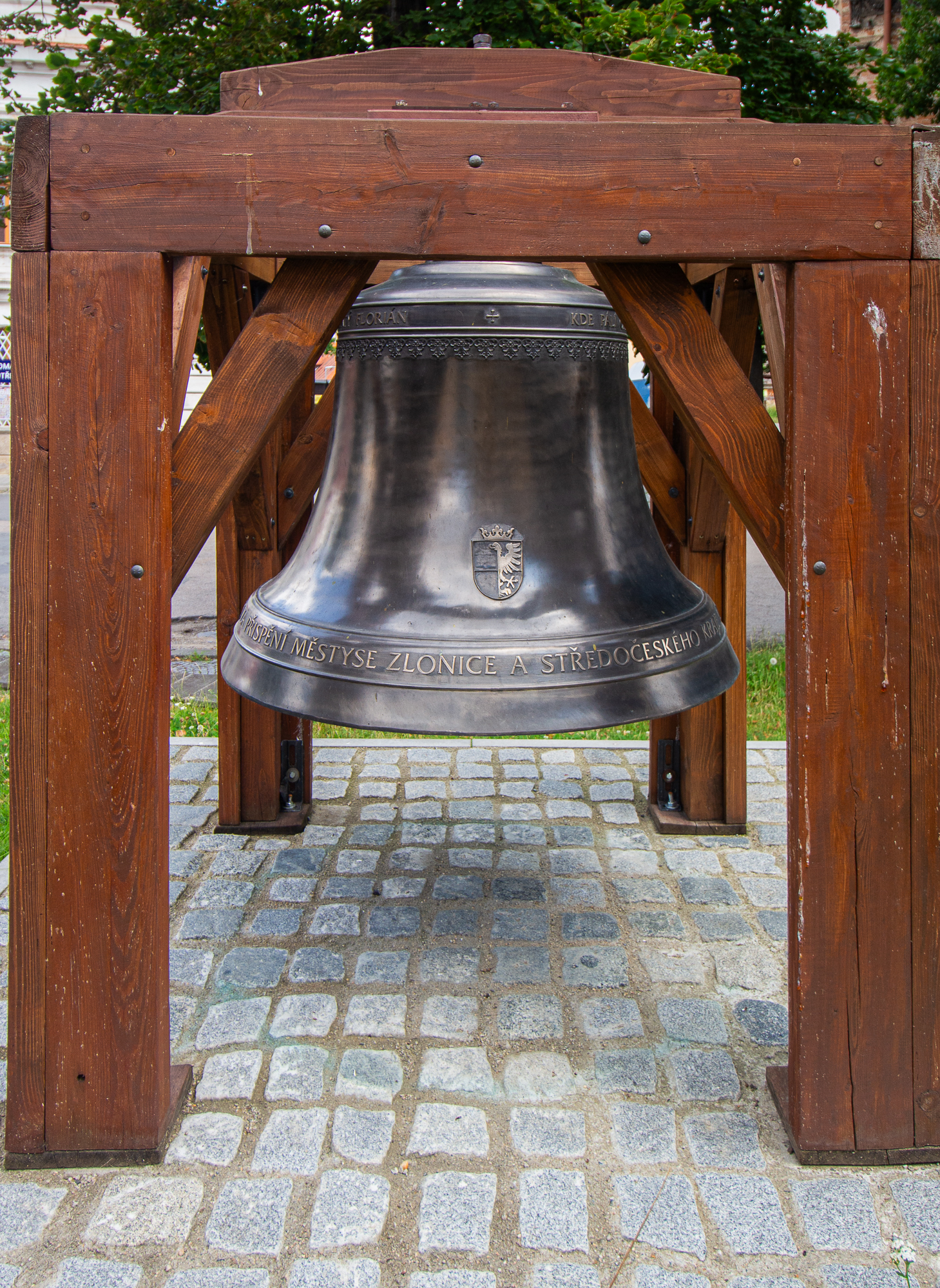
Zlonický zvon Florián

- Zlonický zámek, v minulosti zvaný Štáf, z 16. století, dnes slouží k ubytování a jako pobočka ZUŠ ve Slaném[17][18]
- Kostel Nanebevzetí Panny Marie, významná dominanta obce i kraje, architekt František Maxmilián Kaňka, 1727–1744
- Barokní fara, architekt Kilián Ignác Dientzenhofer, 1750–1753
- Barokní špitál čp. 20, sídlo Památníku Antonína Dvořáka, 1745
- Barokní dům panského zahradníka čp. 91
- Velká hospoda čp. 69
- Socha sv. Jana Nepomuckého u mostu
- Boží muka na náměstí
- Socha poustevníka svatého Onufria v poli východně od městyse
- Kříž v Pejšově ulici
- Sokl kříže při cestě do Šlapanic
- Zlonický zvon před Památníkem Antonína Dvořáka odkazující k jeho 1. symfonii "Zlonické zvony"
- Židovský hřbitov

## Osobnosti
- Václav Krumpholtz, či Krumpholz (1750–1817) houslista, hobojista, hudební skladatel a hráč na mandolínu, bratr Jana Křtitele Krumpholtze
- Antonín Liehmann (1808-1879), hudební skladatel a učitel hudby Antonína Dvořáka
- Karel Pippich (1849–1921), sokolský funkcionář a organizátor kultury v Chrudimi
- Rudolf Liehmann (1855–1904), varhaník, houslista, dirigent, ředitel školy a hudební pedagog dlouhodobě působící v Litvě
- Václav Roštlapil (1856–1930), český architekt, autor podoby pražské Strakovy akademie či Psychiatrické léčebny Bohnice
- Valerián Pejša (1858–1893), český lidový spisovatel
- Eduard Ingriš (1905–1991), hudební skladatel, dirigent, dokumentarista
- Zdeněk Frolík (1933–1989), matematik, topolog